# Za zui zi
Za zui zi è un film del 1993 diretto da Miaomiao Liu.